# Kommode

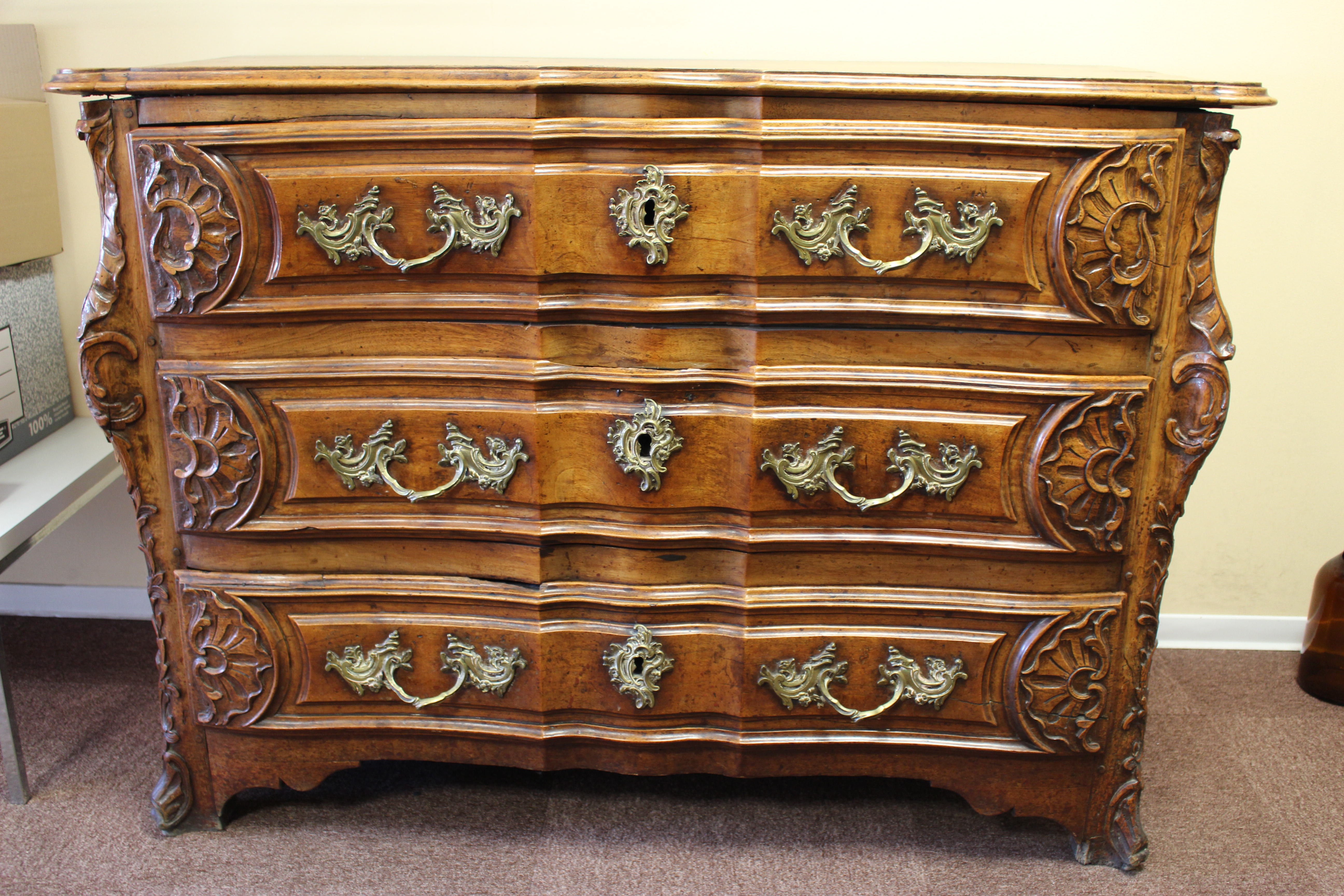
Kommode im Armbrust-Stil aus der Zeit
von Louis XV., geschmückt mit geschnitzten Ornamenten, Metallziergriffen und Schlüssellochblechen

Eine Kommode ist ein zumeist tischhohes, mit Schubladen ausgestattetes Kastenmöbel, das vorwiegend an der Wand aufgestellt wird. Seine Ursprünge lassen sich bis ins Mittelalter zurückverfolgen.

## Etymologie
Das deutsche Wort wurde um die Mitte des 18. Jahrhunderts aus dem Französischen entlehnt, wo es um 1700/1705 als Substantivierung des Adjektivs „commode“ (für ‚bequem‘) entstanden war. Friedrich Wilhelm Zachariä (1726–1777) erwähnt das Möbelstück samt dem typischen Inhalt in der ersten Fassung seines 1754 erschienenen scherzhaften Gedichts Der Phaeton: „[…] und hohl mir aus meiner Commode, Wo Cornetten und Hemder und Schürzen bey Dutzenden liegen, Eine leinwandne Schürze […]“.

## Entstehung des Möbeltyps

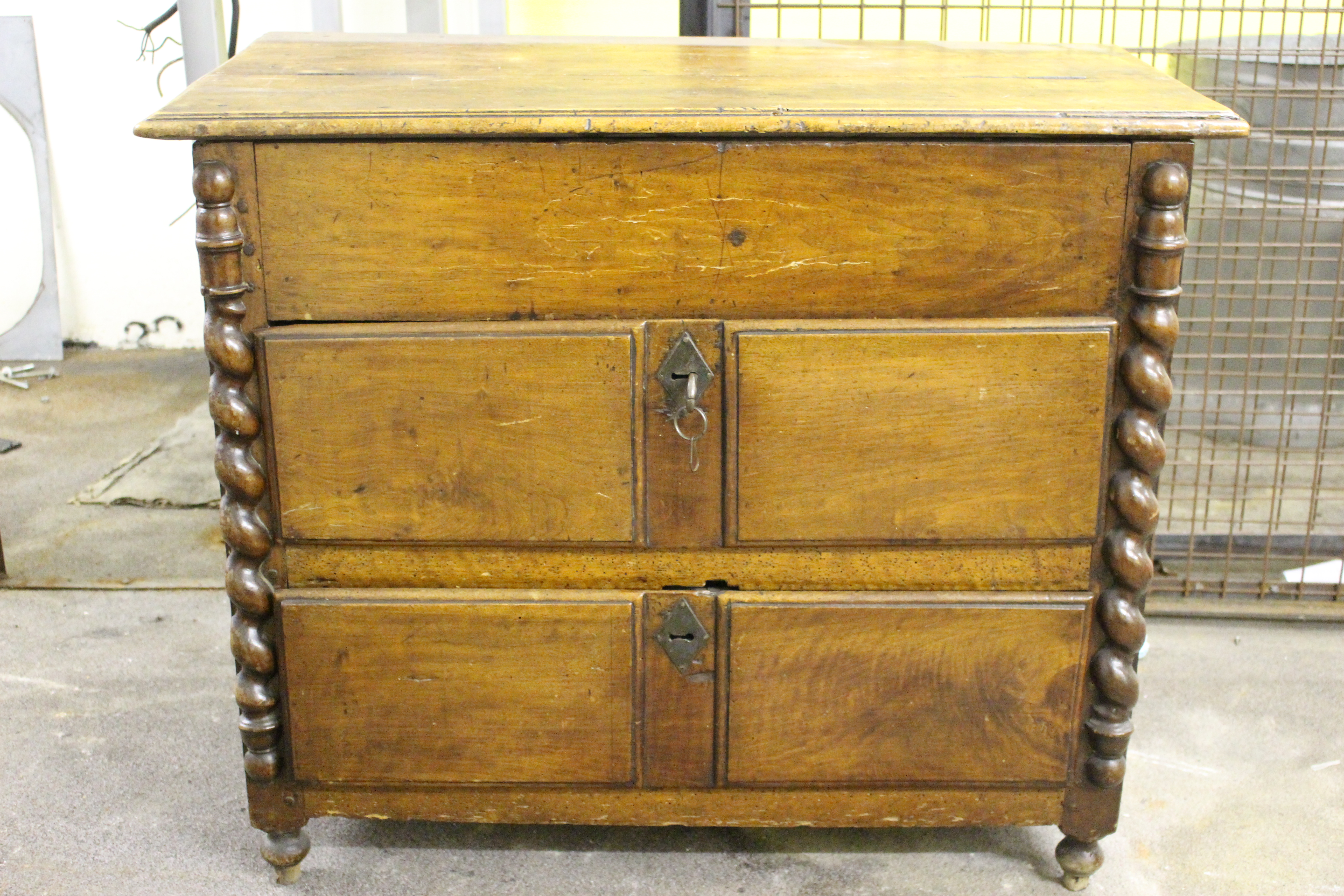
Eine französische Ausführung des Schubladenschrankes mit Truhe aus dem 17. Jahrhundert, verbreitet vor allem in England und in Nordamerika. (Musée des Hospices civils de Lyon)

Die frühesten bekannten Möbel, die dem später „Kommode“ genannten Möbeltyp ähneln, waren spezielle Sakristeischränke, die zur Aufbewahrung der Paramente dienten. Manche gotischen Schränke mit zweireihigen Schranktüren wurden in Sakristeien im unteren Bereich ausschließlich mit breiten Schubfächern versehen. Die einzelnen Schübe ermöglichten die Trennung der Ornate nach Amt und Anlass. Ein solcher hoher Sakristeischrank aus Feldkirchen (Kärnten), mit Flachschnitten und Maßwerkschnitzereien verziert und mit 1521 datiert, befindet sich inzwischen im Österreichischen Museum für angewandte Kunst in Wien.

Für den gleichen Zweck wurden im Spätmittelalter auch reine Schubladenmöbel hergestellt, zumeist aus mehreren aneinandergebauten Schubreihen bestehend, deren Blatt als große Ablagefläche diente. Das weiträumige Mobiliar erhielt manchmal einen Platz mitten im Raum. Eine Wandmalerei in der bei Črna pri Kamniku (Slowenien) stehenden Kirche St. Primus und Felizian enthält ein solches Möbelstück: Die Fresken aus dem Jahr 1504 zeigen an der Südwand Szenen aus dem Leben Mariä, darunter eine Darstellung webender und nähender Frauen mit der Jungfrau Maria am Webstuhl vor einem niedrigen Kastenmöbel, das unter dem Blatt nur Schubladen aufweist.

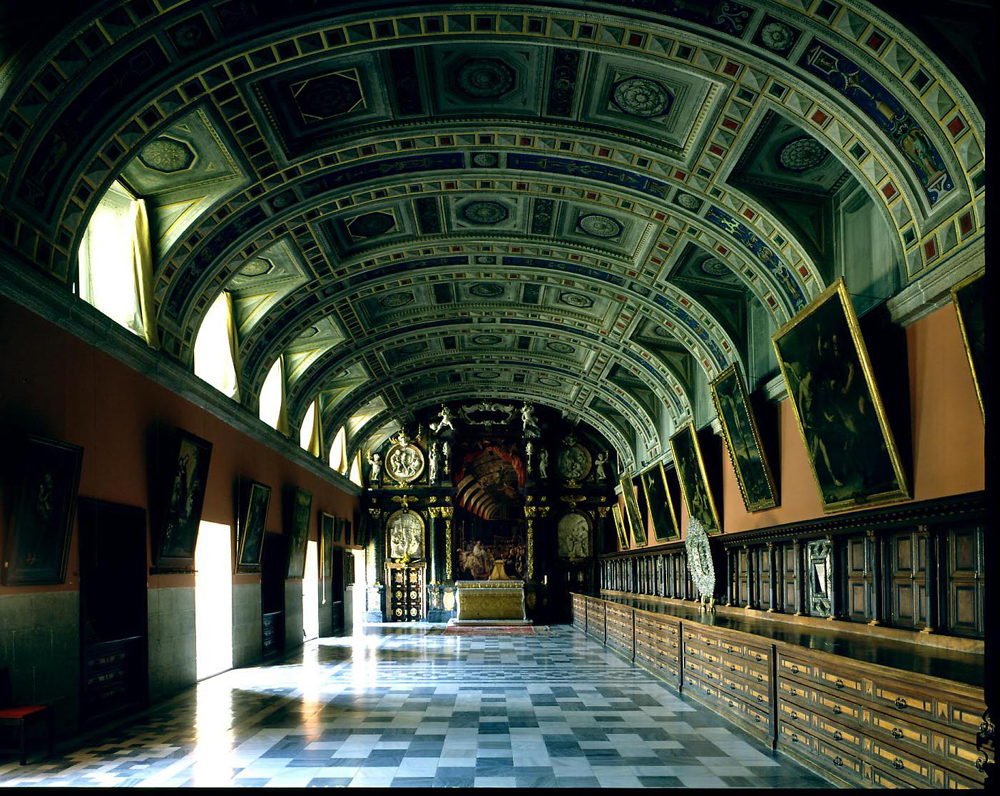
Vorläufer einer Kommode aus Spanien: rechte Seite am Kreuzgang

Solch tischhohes Mobiliar für die sakralen Textilien war insbesondere in Spanien verbreitet. Ein repräsentatives Beispiel einer aus dem 16. Jahrhundert stammenden cajonera de la sacristía steht in der Vorsakristei der Kathedrale von Ávila. Der massive Schubladenschrank ist rundum mit Füllungen versehen, umgeben von passendem Gestühl, dessen Faltwerke deutlich Merkmale der Gotik aufweisen. Das hölzerne Mobiliar wird dem Holzschnitzer flämischer Herkunft, Cornelius de Hollanda (aktiv im 16. Jahrhundert in Spanien) zugeordnet. Etwas jünger, aber besser bekannt sind die langen Reihen von cajoneras an der Wand der Sakristei des El Escorial, deren Stil der Renaissance folgt.
Ein anderer Möbeltyp, der sehr wahrscheinlich ebenfalls zur Entstehung kommodenartiger Schubladenschränke beitrug, ist der Archiv- bzw. Kabinettschrank. Als Beispiel dient ein Archivschrank aus Breslau (Schlesien), der im Inneren mit zahlreichen kleinen Schubladen ausgerüstet ist und sich im Erzdiözesanmuseum befindet. Dieser Archivschrank ist nachweislich der Umbau eines Regals, das unterteilt, mit kleinen Schubladen gefüllt und mit MCCCCLV (1455) beschriftet wurde.
Der Zweck der Kabinett- und Archivschränke ähnelte dem der Truhen: bei der zunächst noch geringen Größe konnte der Standort mit dem wertvollen Inhalt gegebenenfalls schnell verändert werden. Zur Sicherung der vielen Schubladen erhielten diese Schränke anfangs Türen oder eine Klappe, die geöffnet als Auflage- bzw. Schreibfläche fungierten. Um bei Kabinettschränken den Wert des Inhalts hervorzuheben, wurden sie reich verziert und auf Gestelle oder Tische gestellt. Manchmal erhielten sie auch Untersätze, die ebenfalls mit Schränkchen und Schubladen bestückt waren, allerdings gröber aufgeteilt als der Kabinettschrank. Ein Beispiel dafür ist der spanische taquillón, der manchmal anstatt eines Gestells unter dem vargueño stand, einem hauptsächlich in Kastilien gebauten Kabinettschrank mit Schreibklappe, wohl maurischen Ursprungs. Der taquillón war vertikal und horizontal in zwei Hälften aufgeteilt und erinnert rein äußerlich an eine Kommode. Von den vier gleichförmigen Kompartimenten waren aber höchstens die oberen zwei als Schubladen ausgeführt.
Die Untersätze der Kabinettschränke wurden auch alleinstehend genutzt und schließlich als eigenständige Kastenmöbel gebaut, bis manche Modelle ab dem 17. Jahrhundert nur mit Schubfächern bestückt wurden. Solche Möbel verbreiteten sich über die Niederlande auch nach England. Sie zeichnen sich durch schmale, hohe Schubladen aus, die höchstens die Hälfte der Gesamtbreite einnehmen, wobei nicht nur die Aufteilung, sondern auch die Formensprache der frühen chests of drawers auf das spanische Vorbild weist.

Auch in deutschen Gebieten schufen Schreiner kunstvolle Kabinettschränke, die mit zahlreichen Schubladen ausgerüstet waren; allen voran gilt Augsburg als herausragender Entstehungsort, wo beispielsweise der im Zweiten Weltkrieg zerstörte Pommersche Kunstschrank im frühen 17. Jahrhundert entstanden war.
Neben der Entwicklung kommodenartiger Möbel aus dem Regal führten auch die Sockelschubladen der Truhe zu ähnlichem Mobiliar. Als im 15. Jahrhundert immer größere Truhen bevorzugt wurden, erhielten sie zunächst im Inneren kleine Fächer, Einlegekästen und schmale Tablare. Mit der Verbreitung der Schublade wurden die Truhen zunehmend mit Sockelschubladen, d. h. unten mit Außenschubladen ergänzt. Sie waren in der Renaissance in ganz Europa verbreitet. Besonders in England wurden sie unten mit zusätzlichen Schubladenreihen weiter erhöht. Diese Kombination von Kommode und Truhe heißt auf Englisch mule chest, während dafür in anderen Sprachräumen keine spezielle Bezeichnung existiert. Ab Mitte des 17. Jahrhunderts waren in England und Nordamerika, nebst dem frühen, noch spanisch anmutenden chest of drawers, auch aus dem mule chest reine Schubladenversionen entstanden, indem die obere Truhe weggelassen wurde. Einfach gestaltete transportable Modelle, die auch gestapelt werden konnten, fanden gern auf Schiffen Verwendung.
Das Verdrängen der Truhe durch ein Schubladen-Möbelstück ist auch an der Entwicklung des japanischen tansu abzulesen. Hier erhielt die transportable Truhe unten eine von außen zu öffnende Schublade (hikidashi), die ursprünglich für das Brennholz bestimmt war, während die Truhe den Esswaren vorbehalten blieb. Später wurden auch die japanischen Reisemöbel unten mit weiteren Schubladen erweitert, bis sie schließlich ihre Eignung zur Reise einbüßten und bei manchen Typen so viele Schubladen übereinander lagen, dass auf die obere Truhe verzichtet wurde.
Die ersten gänzlich der Kommode entsprechenden Kastenmöbel erschienen im 16. Jahrhundert in Norditalien unter der Bezeichnung cassettone. In Ligurien und in der Toskana wurde dieses Möbelstück häufig mit Figuren verziert, wie dies beim stipo a bambocci, ein dem spanischen vargueño ähnlicher Kabinettschrank, geschah. Seine Einteilung mit durchgehenden Schüben über der Gesamtbreite entspricht aber eher dem Sakristeischrank für die Ornate. Die cassettoni wurden in verschiedenen  Ausführungen gebaut: außer Konsolenschränken und Betpulten mit Schubfächern entstanden auch Sekretäre (canterani), die wie Kommoden aussahen, zuoberst jedoch anstatt der Schublade eine Klappe mit kleinen Behältnissen dahinter und eine herausziebare Schreibfläche aufwiesen, und somit den englischen butler’s desk des 18. Jahrhunderts vorwegnahmen.
Obwohl im 17. Jahrhundert Schubladenmöbel in Westeuropa nichts Ungewöhnliches mehr waren, begann der Siegeszug der Kommode erst um 1700 in Frankreich, wonach sie schnell zum beliebtesten Kastenmöbel avancierte, was auf den enormen Einfluss Frankreichs in Sachen Mode hinweist.

## Glanzzeit der Kommode im 18. Jahrhundert

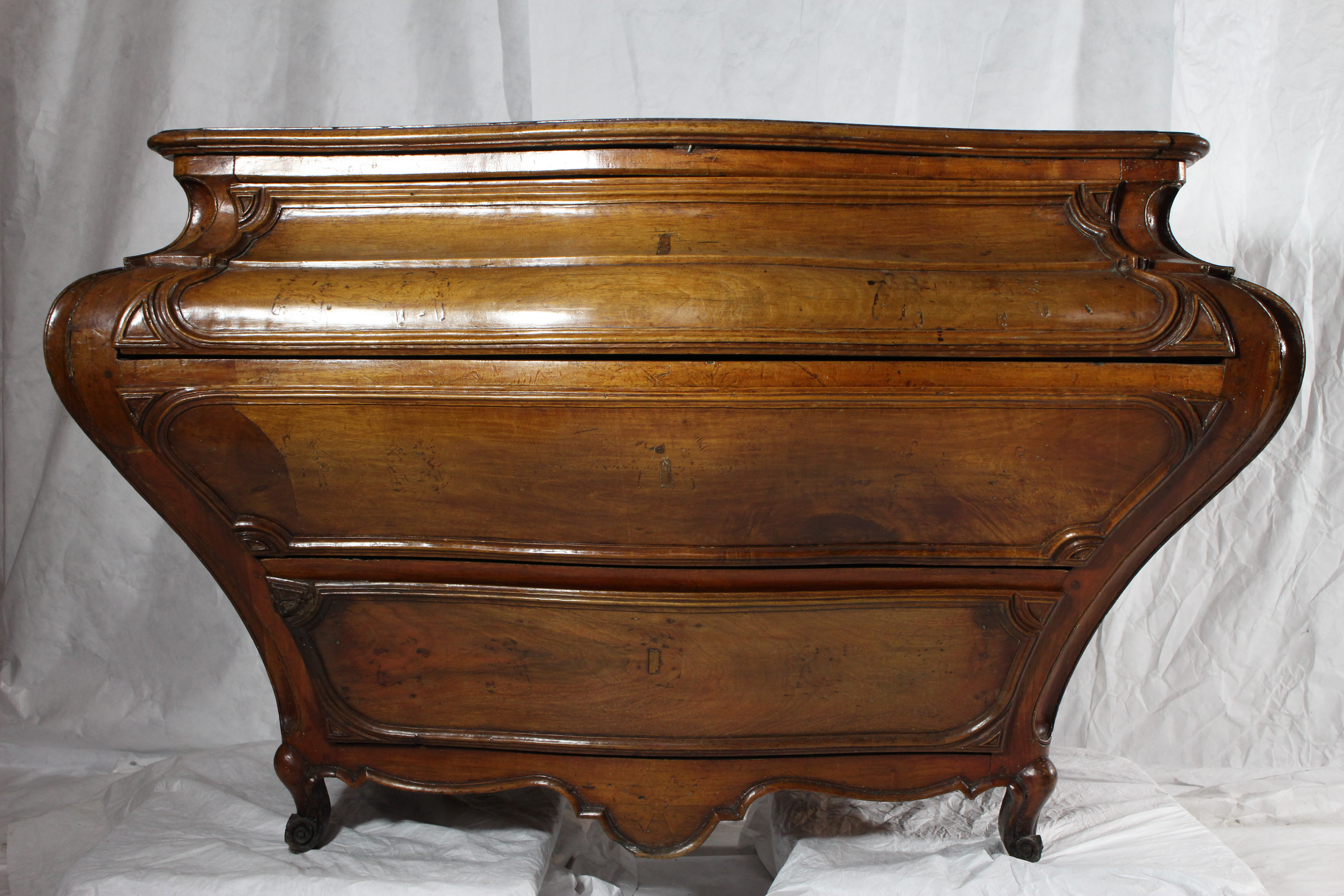
Französische commode en tombeau, erste Hälfte des 18. Jhs. (Musée des Hospices civils de Lyon)

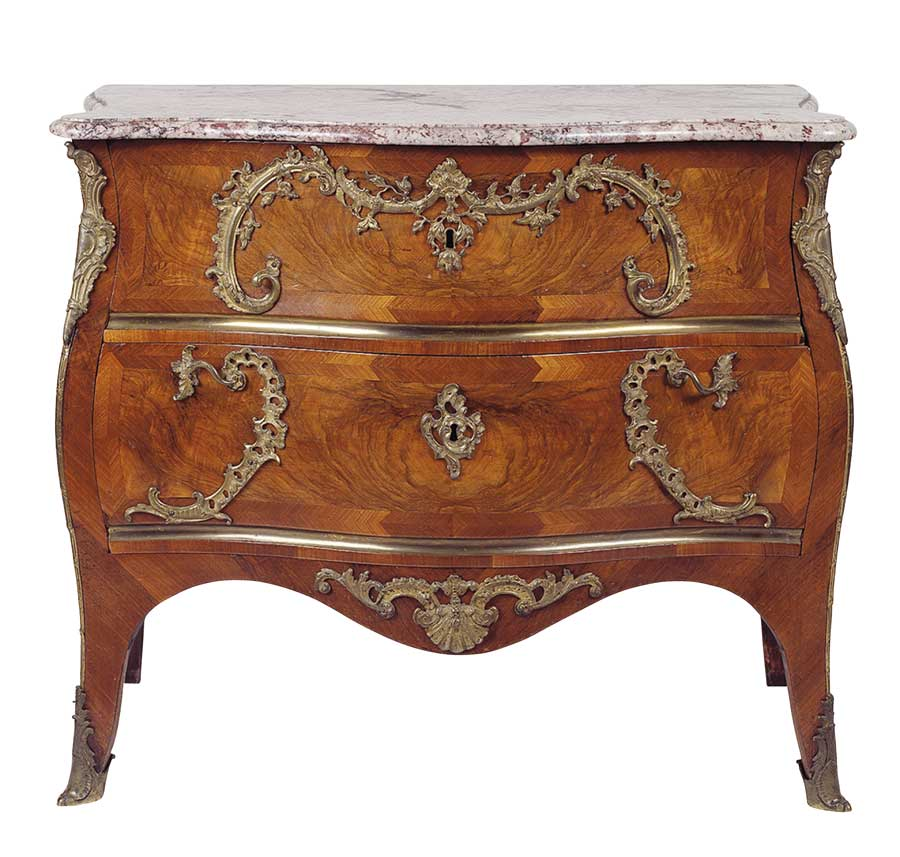
Kommode mit falschen Traversen aus Bronze, um 1760, der Werkstätte von Mathäus Funk in Bern zugeschrieben. (Museum für bernische Wohnkultur vom 17. bis zum 19. Jahrhundert, Schloss Jegenstorf)

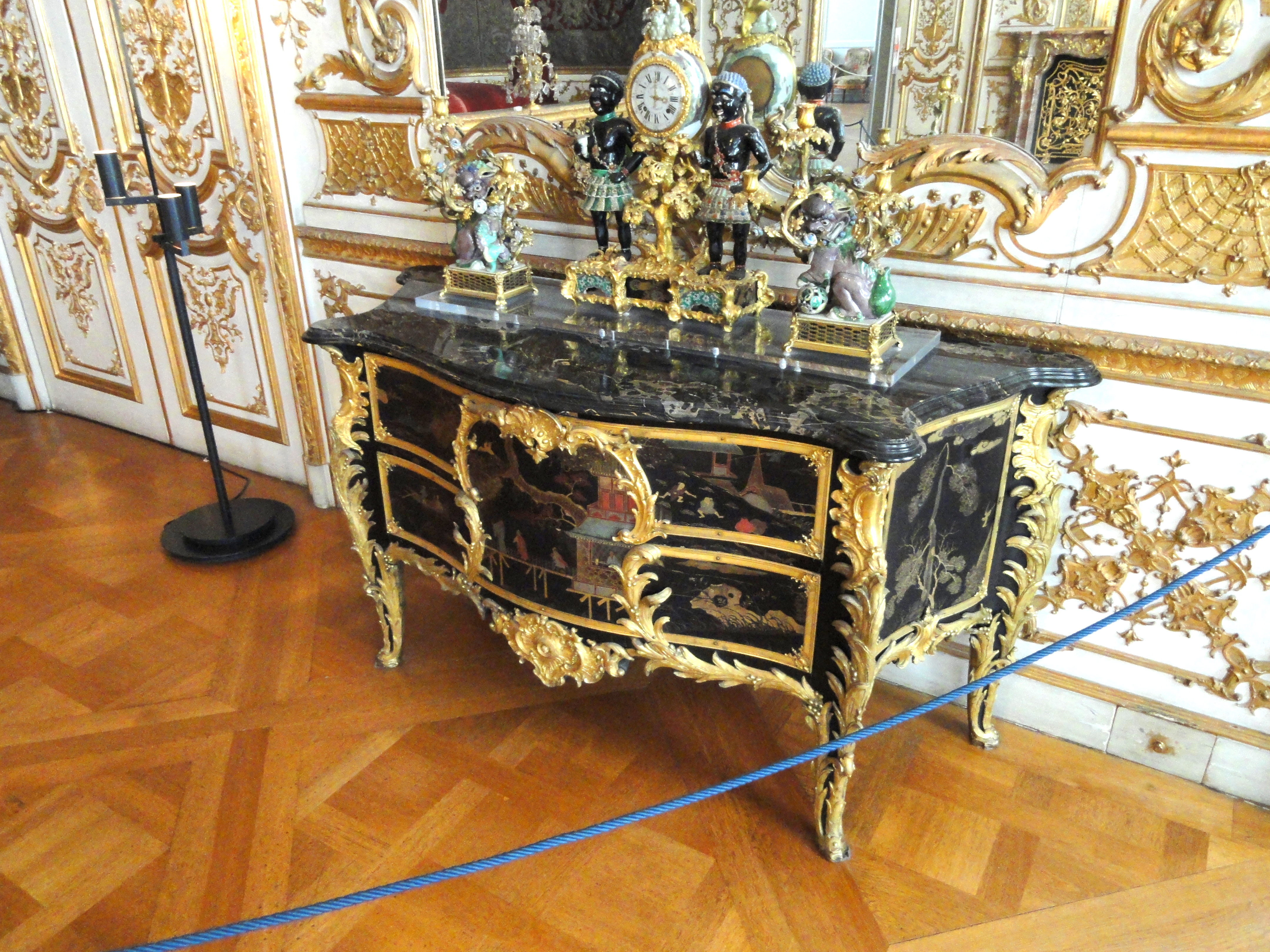
Kommode im Chinoiseriestil mit asiatischen Lackeinlagen und mit jochförmig geschweifter Front aus der Werkstatt von Bernard Van Riesen Burgh d. J. (1700–1760), Paris, um 1730/1733. (Münchner Residenz)

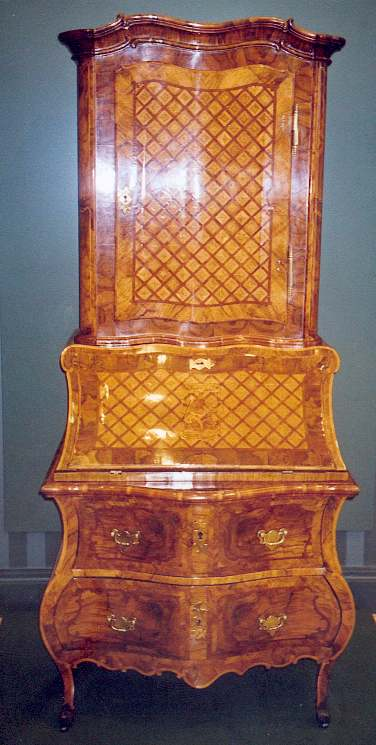
Schreibmöbel des deutschen Möbelbauers Abraham Roentgen (1711–1793), bestehend aus einer Kommode, einem Pult- und einem Schrankaufsatz, um 1750.

Einer der frühen Hersteller von französischen Kommoden war André-Charles Boulle (1642–1732), dessen 1708 ins Grand Trianon gelieferte Modell (von der Werkstatt als „bureau“ bezeichnet) die Tendenz des Barocks verdeutlicht, die Funktionalität hinter komplexen Formen zu verbergen. Boulles mehrmals ausgeführtes Schubladenmöbel erinnert auf den ersten Blick an eine hängende Truhe, womöglich inspiriert von den hängenden Kästen damaliger Kutschen.
Generell unterschieden die Franzosen zwischen zwei Haupttypen, den schwereren grandes commodes, die an der Wand standen, und den petites commodes, den kleinen Tischmöbeln mit mehreren Schüben untereinander, die auch mitten im Raum aufgestellt wurden.
Abgesehen von Boulles Gestaltungsweise war im frühen 18. Jahrhundert die Gesamtform der grandes commodes noch mehr oder weniger kastenförmig. Variationen betrafen vor allem die Ecken, die entweder prismiert oder als Fortsetzung der Füße im unteren Bereich nach außen gebogen waren, manchmal auch – in Boulle-Manier – spangenartig abstehend. Der Schmuck konzentrierte sich auf die Beschläge und insbesondere auf die Marketerie, die um 1700 bei prunkvollem Mobiliar nicht nur Edelhölzer, sondern auch andere Materialien, hauptsächlich Bronze, beinhaltete.
Die Form der Kommode begann während der Régence deutlich komplexer zu werden. Eine stilistische Variante war die commode en tombeau, die in ihrer ausgeprägtesten Form, mit den nach oben vorwölbenden Seiten an die Cassoni, an italienische Renaissancetruhen erinnert.

Das für das Spätbarock charakteristische Verschleiern der Funktionalität wurde zunehmend durch das Vortäuschen falscher Funktionen ergänzt: Schlüsselschilder ohne Schlüsselloch, oder mit Türen vorgeblendete Schubladen, bzw. wie Schubladen gestaltete Türen gehörten zur Raffinesse. Die horizontalen Traversen, welche die Schubfächer visuell trennen, wurden entweder eliminiert, hinter Schubladenblenden versteckt oder durch Applikationen dort vorgetäuscht, wo sie nicht vorhanden waren. Die Vorgehensweise mit Traversen wurde zum individuellen Stil einzelner Möbelmacher, wie dem Berner Mathäus Funk (1697–1783), der sie vorzugsweise mit Metallschienen betonte, resp. vortäuschte.
Eine Besonderheit des Rokoko war die Bombierung der Kommoden: eine sich sanft vorwölbende Wiederholung der Eckform in der Mitte der Front, manchmal auch der Seiten. Sie gehörte zu den vielen rhythmischen Elementen der Formensprache des Rokoko, als versucht wurde, das Melodiöse ins Visuelle zu übertragen, sodass die Beschreibung „bombée“ nur einem Teilaspekt der Gestaltung gerecht wird.
Bei der Wölbung der Front der spätbarocken Kommode haben sich diverse Standards etabliert, darunter – oft auch zusätzlich zur Bombierung – die in der Draufsicht jochartig geschweifte Front. Das wurde oft auch variiert und ähnelte beispielsweise der Form einer Armbrust, auf Französisch „en arbalète“ genannt. Je mehr Wölbungen die Oberfläche aufwies, umso mehr kam die Politur zur Geltung. Eine stilistische Eigenart, die vermutlich in Frankfurt entstanden war, repräsentiert die  „Wellenkommode“, die zwar kaum mit Beschlägen verziert, dafür aber mit umso ausgeprägteren Wellenformen gestaltet war. Der Stil, der um 1740 seinen Höhepunkt erreichte, war auch in Zürich weit verbreitet.
Als in der zweiten Hälfte des 18. Jahrhunderts der in England vorherrschende Klassizismus den französischen Stil in ganz Westeuropa zunehmend zu dominieren begann, wurde die Gestaltung der Kommode auf streng geometrische Formen reduziert. Die wieder vereinfachte Frontpartie war höchstens mit einem Mittelrisalit bereichert, einer kleinen eckigen Vorkragung in der Mitte. Solche Kommoden heißen in Frankreich „commodes à ressaut“. Eine andere, vom Klassizismus bevorzugte Bauart war die in der Draufsicht halbrunde Gesamtform, dem Französischen entsprechend „demi-lune“ genannt. Zur komplexen Gestaltung der Frontpartien wurden die Schubfächer klassizistischer Kommoden häufiger als zuvor mit Schwing- oder Schiebetüren verdeckt. Verbreitet war auch die commode à vantaux, die ‚Flügelkommode‘, bei der entweder die Kommode von Schränkchen flankiert war, oder umgekehrt, wobei die Türen auch hier häufig nur als ‚Kulisse‘ für die Schubfächer dienten.
Zu den petites commodes des 18. Jahrhunderts zählte allen voran der schmalere Chiffonnier (fr. chiffonnier), anfangs ein Tischchen mit längeren Beinen und einigen Schüben zur Aufbewahrung leichter Tücher (Chiffons) unter dem Blatt.  Später entstanden in Frankreich auch höhere, mit mehr Schubladen ausgestattete Chiffonniers, nachdem in England die schmale Ausführung des chest of drawers bereits verbreitet war.
 Bemerkenswert ist ein Trumeau, im Deutschen häufig ‚Pfeilerkommode‘ genannt. Dies soll daher kommen, dass das Möbel in den kurzen Wandabschnitten zwischen Fenstern (den Pfeilern) aufgestellt worden sei. Davon abgesehen, ob die Übersetzung des Französischen  mit ‚Pfeiler‘ sinnvoll ist, war der Platz für niedrige Möbel reserviert, in erster Linie für Konsolen, um den Raum nicht mit hohen Kastenmöbeln zu verdunkeln. Eine besondere Kommodenform ist der semainier, der aus sieben Schubladen besteht und über die Tischhöhe hinaufragt, erschienen in Frankreich in der Stilepoche der Transition und in weiteren Ländern während des Empire. Er wird in Deutschland als ‚Wochenkommode‘ bezeichnet, oft verbunden mit der Erklärung, in jeder der sieben Schubladen sei die (Unter-)Wäsche für einen Tag der Woche aufbewahrt worden. Hohe Kommoden dieser Art wurden auch als Blender, also Schränke mit als Schubladenattrappe getarnter Tür, gebaut.
Kommoden wurden im 18. Jahrhundert häufig mit anderen Möbeltypen kombiniert. Die Aufsätze waren Regale, Vitrinen und Schränke, letztere vielfach mit einer Tür in der Mitte, flankiert von zahlreichen Schubladen, im Stile des späteren Antiquitätenmarktes oft als „Tabernakelaufsatz“ bezeichnet. Das rührt vermutlich aus der erhöhten zentrale Position her, während das Schränkchen keineswegs als Hausaltar diente, auch wenn eine solche Zweckentfremdung bei italienischen Kabinettschränken der Renaissance, den stipi di bambocci, vereinzelt vorkam.
Kommoden dienten auch als Schreibmöbel, hierfür im 18. Jahrhundert vorwiegend mit einem Sekretäraufsatz bestückt, der mit seiner schrägen Deckklappe dem oberen Teil des Pultschreibtisches, dem französischen bureau en pente entspricht. Solche Schreibkommoden waren auch im deutschsprachigen Raum sehr beliebt und wurden vielfach mit einem zweiten Aufsatz, häufig mit jenem kabinettartigen Schrankaufsatz versehen, der ein Schränkchen in der Mitte aufweist. Diese dreiteiligen Schreibmöbel heißen inzwischen gelegentlich A-trois-corps, wobei das Genus der französisierenden (und in Frankreich unbekannten) Wortschöpfung gemieden wird.
Eine andere Art der Schreibkommode, die anstatt der obersten Schublade einen Sekretär verbirgt, verbreitete sich im 18. Jahrhundert vor allem in England; der Typus (butler’s desk) ist jedoch – wie oben erwähnt – viel älter und stammt aus Norditalien.
Die Engländer nutzen den Begriff „bachelor’s chest“ für die einfachste Art der Schreibkommode, die zunächst mit einem nach vorn herausklappbaren zusätzlichen Blatt ausgerüstet war. Die geöffnete Schreibfläche wurde von Schubstützen waagerecht gehalten. Als dann herausziehbare Zusatzplatten am Mobiliar in Mode kamen, war auch die Schreibfläche der ‚Junggesellenkommode‘ nicht mehr klappbar, sondern versenkbar.

## Entwicklung seit dem 19. Jahrhundert
Ehemalige Typen von Schubladenmöbeln, wie der vargueño, der stipo di bambocci, sowie alle Varianten der cassettoni und der commodes wurden in der Epoche des Historismus vielfach nachgebaut. Als die fortschreitende Industrialisierung Möbel billiger machte und Wohnungen immer mehr Mobiliar, Teppiche und Schauobjekte erhielten, verloren die Kommode und insbesondere die Schreibkommode ihre Vorrangstellungen unter den vielen Arten von Kastenmöbeln. Von dieser Zeit bis in die 1950er Jahre war der Waschtisch als Sonderform der Kommode beliebt: Bevor Badezimmer allgemein üblich wurden, diente er zur Aufstellung der Waschschüssel und einer Kanne mit Wasser. Dementsprechend musste die Deckplatte unempfindlich gegen Wasserspritzer sein und wurde daher häufig aus Marmor hergestellt, später wurden auch Glasplatten üblich, die die hölzerne Deckplatte schützten. Von den 30er bis 60er Jahre war auch die Frisierkommode beliebt, eine niedrige Kommode mit einem darüber angebrachtem (meist dreiteiligem) Spiegel vor dem man sitzen und sich frisieren oder schminken konnte.
Reine Schubladenmöbel zur Aufbewahrung blieben jedoch in Amts- und Geschäftsräumen verbreitet. Die Nachteile der Schublade, wie das ruckelige Auf- und Zuschieben ab einer gewissen Breite und die schlechte Einsehbarkeit des hinteren Inhalts, wurden im 20. Jahrhundert durch metallene Teleskopschienen beseitigt. Hinzu kam die Vereinfachung der Handhabung durch aufwendigere Mechanik: die Büroschublade musste nur noch leicht angestoßen werden, worauf sie sich selbstständig und sanft schloss.
Inzwischen bevorzugen Wohnungsnutzer wieder niedrigere Kastenmöbel, wie das Sideboard, das auch mit Schubladen versehen ist.